# Ten Commandments
Ten Commandments es un álbum recopilatorio de Ozzy Osbourne, lanzado por CBS en 1990.
La selección incluye 10 canciones, extraídas de todos los álbumes en estudio de Ozzy hasta ese momento, salvo "No Rest for the Wicked", llegó al puesto Nº 163 del Billboard 200.

## Lista de canciones
1. Flying High Again
2. Crazy Train
3. Diary of a Madman
4. Shot in the Dark
5. Thank God for the Bomb
6. Bark at the Moon
7. Tonight
8. Little Dolls
9. Steal Away (the Night)
10. So Tired

1. source